# Parc aux pins
La parc aux pins (estonien : Männipark) est un parc du quartier de Mustamäe à Tallinn en Estonie.

## Présentation
Le parc situé est dans la zone entre Ehitajate tee, Sõpruse puiestee et Keskuse tänav.
La superficie du parc est de 10,6 hectares.
Le parc est une zone de loisirs activement utilisée, où des événements publics sont organisés de temps en temps.
Le parc dispose d'une aire de pique-nique et d'une aire de jeux pour enfants.
L'éclairage et les sentiers ont été rénovés.
Depuis 2003, le parc est une zone interdite aux chiens.

## Nature
La zone est une ancienne zone sablonneuse naturellement végétalisée.

### Végétation
La superficie totale des bosquets est de 4,3 hectlres.
Les pins poussent à côté de quelques spécimens d'espèces exotiques.

### Oiseaux
Seules quelques espèces d'oiseaux nicheurs se trouvent dans le parc.
Parmi les espèces nicheuses, les espèces dominantes sont le pinson des arbres, le merle noir, la corneille mantelée et la mésange charbonnière.
Parmi les espèces protégées, l'autour des palombes prospère.
Les espèces problématiques sont la corneille mantelée et le choucas des tours.
Pendant les six mois d'hiver, le Mustamäe Männipark est devenu un lieu de rassemblement nocturnes pour les corbeaux qui s'accouplent.

## Jardin des Réflexions
En 2014, le Jardin des Réflexions (estonien : Mõtiskluste aed) a été ouvert dans le parc, où des bancs nommés étaient marqués de plaques signalétiques à la mémoire d'Anton Hansen Tammsaare, Eduard Vilde, Juhan Sütiste et Mati Unt.
En 2015, des bancs nommés ont également été posés pour Marie Under et Silvia Rannamaa.

## Galerie

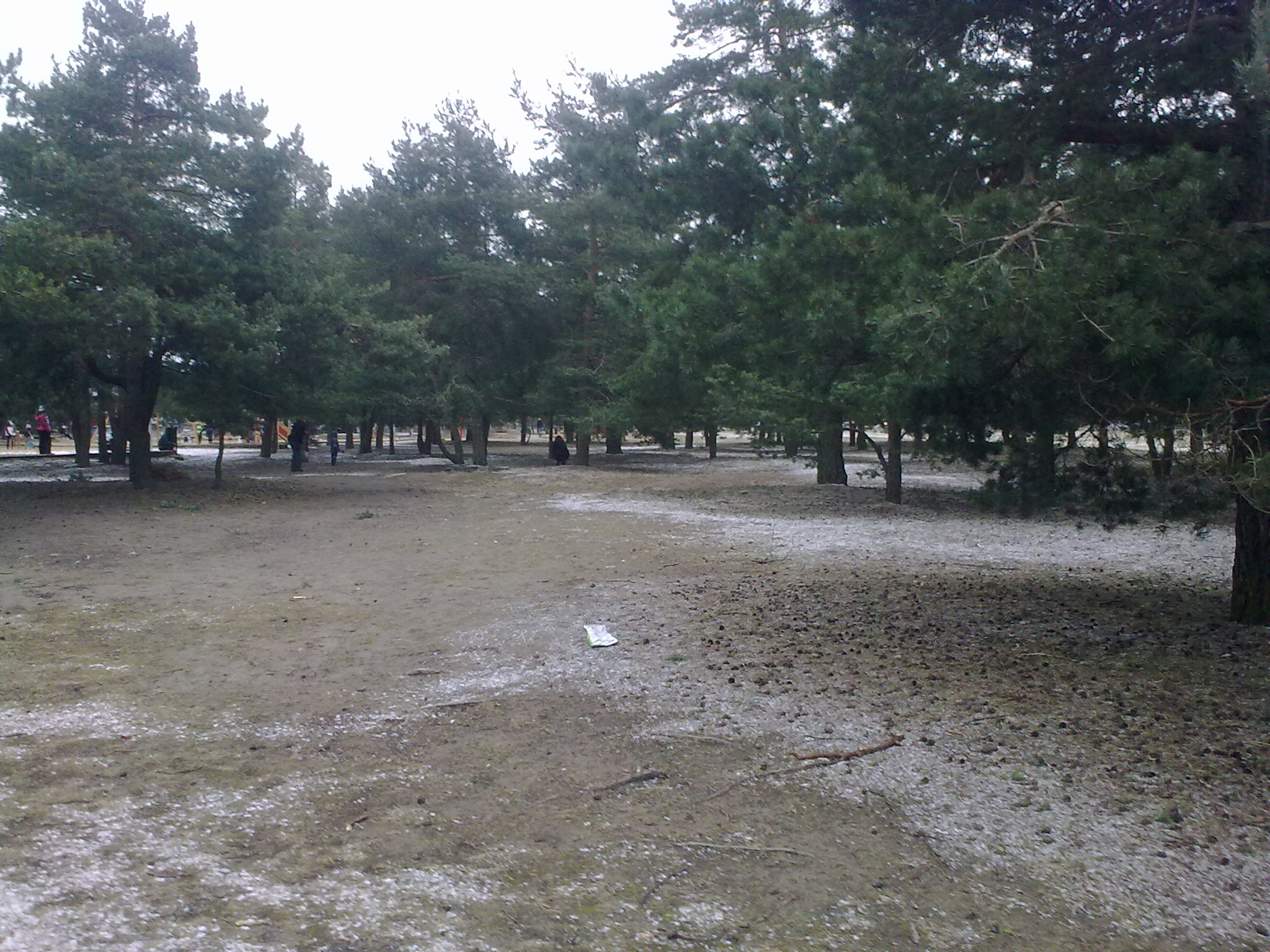
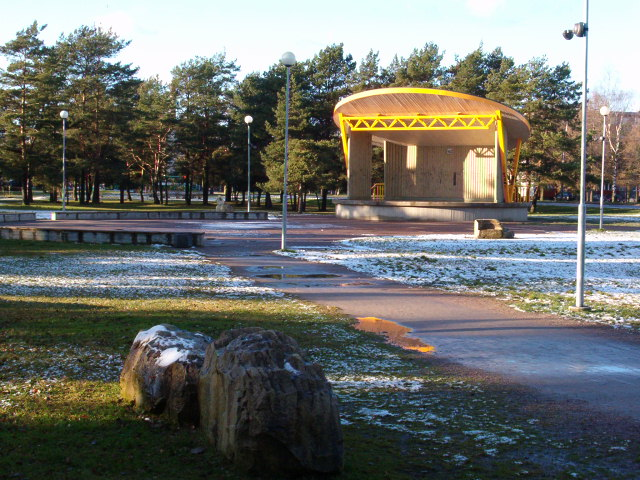
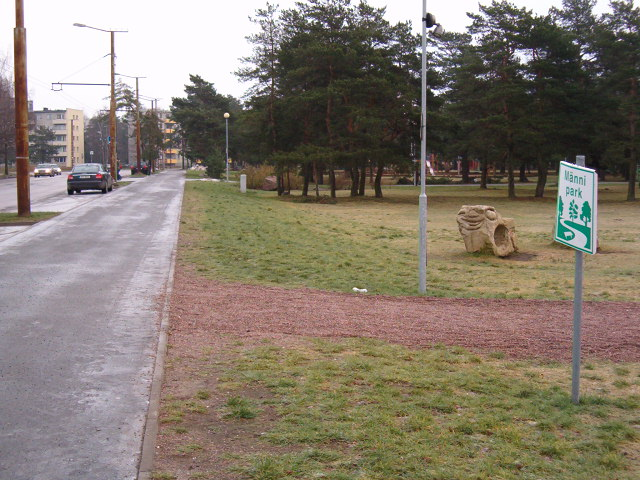
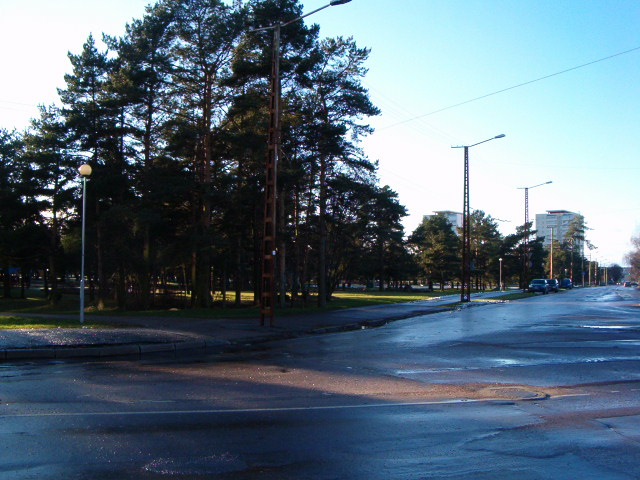